# Frederika Hannoverská (1848–1926)
Frederika Hannoverská (Friederike Sophie Marie Henriette Amelie Therese; 9. ledna 1848, Hannover – 16. října 1926, Biarritz) byla členkou hannoverské dynastie. Po sňatku žila především v Anglii, kde byla přední členkou společnosti.

## Původ a rodina
Frederika se narodila 9. ledna 1848 v Hannoveru jako starší dcera dědičného hannoverského prince (budoucího krále Jiřího V. Hannoverského) a jeho manželky Marie Sasko-Altenburské. V Hannoveru držela titul Královská Výsost. Ve Spojeném království měla jako pravnučka krále Jiřího III. v mužské linii titul Výsost. V rodině jí říkali "Lily".
V lednu 1866 začal pruský první ministr Otto von Bismarck, zastoupen hrabětem Platen-Hallermundem, jednat s Hannoverem ohledně sňatku Frederiky s princem Albrechtem Pruským. Tyto plány se nezdařily, protože napětí mezi Hannoverem a Pruskem rostlo a nakonec vyústilo v prusko-rakouskou válku (14. června – 22. července 1866).
V roce 1866 byl její otec sesazen z hannoverského trůnu. Nakonec se rodina usadila v rakouském Gmundenu, kde vlastnila zámek Cumberland (pojmenovaný po britském titulu Frederičina otce). Frederika v květnu 1876 navštívila s rodinou Anglii, a pak znovu po otcově smrti v červnu 1878.

## Manželství
Frederice se dvořil Leopold, vévoda z Albany (jehož se později stala celoživotní přítelkyní a důvěrnicí), a Alexandr Oranžský. Frederika se však zamilovala do barona Alfonsa von Pawel-Rammingen (1843–1932), syna vládního úředníka sasko-kobursko-gothajského vévodství. Alfons sloužil jako equerry Frederičina otce. Alfons se stal 19. března 1880 britským občanem a 24. dubna 1880 se za něj Frederika provdala. Svatba se konala v kapli sv. Jiří na hradě Windsor a oddal je biskup z Oxfordu. Alfonsova sestra Anna se provdala za barona Oswalda von Coburg, syna nemanželského syna prince Ludvíka Karla Fridricha Sasko-Kobursko-Saalfeldského (třetí syn Arnošta Fridricha Sasko-Kobursko-Saalfeldského).
Alfred Tennyson, Poeta laureatus napsal na počest Frederičina sňatku čtyřverší, v němž se zaměřil na její vztah ke slepému otci, který zemřel před dvěma letyː
| Anglická verze O you that were eyes and light to the King till he passed away From the darkness of life — He saw not his daughter — he blest her: the blind King sees you to-day, He blesses the wife. | Verze přeložená do češtiny Ó vy, kteří jste byli pro krále očima a světlem, dokud nezemřel Z temnoty života — Neviděl svou dceru – požehnal jí: slepý král tě dnes vidí, Žehná manželce |

Po sňatku manželé žili v bytě v Hampton Court Palace. Byt byl v jihozápadním křídle západního průčelí paláce v apartmá dříve nazývaném "Ubytování paní hospodyně". Manželé spolu měli jednu dceru, která se narodila a zemřela v Hampton Court Palaceː
- Viktorie Georgina Beatrice Maud Anna (7. března 1881 – 27. března 1881). Pohřbena byla v kapli Albert Memorial v kapli sv. Jiří na hradě Windsor.

Frederika a Alfons byli častými hosty na hradě Windsor a v Osborne House.

## Dobročinnost
Frederika se zapojovala do mnoha dobročinných aktivit.
V srpnu 1881 založila Convalescent Home, ústav pro chudé ženy, které porodily, ale byly propuštěny z porodnic. Protože byl její otec slepý, byla dobrodinkou Royal National College for the Blind (královské národní školy pro slepé) v Upper Norwoodu.
Frederika se zajímala o děti a stala se patronkou Church Extension Association (Sdružení pro rozšíření církve) se sídlem v Kilburnu; toto sdružení si přálo zřídit školy ve Willesdenu, tehdy novém předměstí Londýna. 24. července 1889 Frederika otevřela školu v Kensal Green.
Byla také patronkou Vyšší odborné školy pro učitele neslyšících v Ealingu, Amatérské orchestrální společnosti potulných hráčů, Hampton Court a Dittons Regatty, Domovu pro zahraniční guvernantky, Mise k Francouzům v Londýně a Královské společnosti pro prevenci krutosti na zvířatech. Byla presidentkou pobočky v Middlesexu SSFA (Asociace rodin vojáků a námořníků).

## Pozdější život
Frederika a Alfons se bytu v Hampton Court Palace vzdali v roce 1898. Zatímco nadále žili část roku v Anglii, trávili následně více času ve francouzském Biarritzu, kde předtím trávili dovolenou. Vlastnili tam vilu Mouriscot.
Frederika zemřela 16. října 1926 ve věku 78 let v Biarritzu. Byla pohřbena v královské hrobce v kapli sv. Jiří na hradě Windsor. V roce 1927 bylo v anglickém kostele v Biarritzu odhaleno na její památku okno.

## Vývod z předků
|                       |                                         |  |                                              |                                                            |  |  |  |  |  |  |  | Frederik Ludvík Hannoverský |
|                       |                                         |  |                                              |                                                            |  |  |  |  |  |  |  |                             |
|                       | Jiří III.                               |  |                                              |                                                            |  |  |  |  |  |  |  |                             |
|                       |                                         |  |                                              |                                                            |  |  |  |  |  |  |  |                             |
|                       |                                         |  |                                              | Augusta Sasko-Gothajská                                    |  |  |  |  |  |  |  |                             |
|                       |                                         |  |                                              |                                                            |  |  |  |  |  |  |  |                             |
|                       | Arnošt August I. Hannoverský            |  |                                              |                                                            |  |  |  |  |  |  |  |                             |
|                       |                                         |  |                                              |                                                            |  |  |  |  |  |  |  |                             |
|                       |                                         |  |                                              | Karel Ludvík Fridrich Meklenbursko-Střelický               |  |  |  |  |  |  |  |                             |
|                       |                                         |  |                                              |                                                            |  |  |  |  |  |  |  |                             |
|                       | Šarlota Meklenbursko-Střelická          |  |                                              |                                                            |  |  |  |  |  |  |  |                             |
|                       |                                         |  |                                              |                                                            |  |  |  |  |  |  |  |                             |
|                       |                                         |  |                                              | Alžběta Sasko-Hildburghausenská                            |  |  |  |  |  |  |  |                             |
|                       |                                         |  |                                              |                                                            |  |  |  |  |  |  |  |                             |
|                       | Jiří V. Hannoverský                     |  |                                              |                                                            |  |  |  |  |  |  |  |                             |
|                       |                                         |  |                                              |                                                            |  |  |  |  |  |  |  |                             |
|                       |                                         |  |                                              | Karel Ludvík Fridrich Meklenbursko-Střelický               |  |  |  |  |  |  |  |                             |
|                       |                                         |  |                                              |                                                            |  |  |  |  |  |  |  |                             |
|                       | Karel II. Meklenbursko-Střelický        |  |                                              |                                                            |  |  |  |  |  |  |  |                             |
|                       |                                         |  |                                              |                                                            |  |  |  |  |  |  |  |                             |
|                       |                                         |  |                                              | Alžběta Sasko-Hildburghausenská                            |  |  |  |  |  |  |  |                             |
|                       |                                         |  |                                              |                                                            |  |  |  |  |  |  |  |                             |
|                       | Frederika Meklenbursko-Střelická        |  |                                              |                                                            |  |  |  |  |  |  |  |                             |
|                       |                                         |  |                                              |                                                            |  |  |  |  |  |  |  |                             |
|                       |                                         |  |                                              | Jiří Vilém Hesensko-Darmstadtský                           |  |  |  |  |  |  |  |                             |
|                       |                                         |  |                                              |                                                            |  |  |  |  |  |  |  |                             |
|                       | Frederika Hesensko-Darmstadtská         |  |                                              |                                                            |  |  |  |  |  |  |  |                             |
|                       |                                         |  |                                              |                                                            |  |  |  |  |  |  |  |                             |
|                       |                                         |  |                                              | Marie Luisa Albertina Leiningensko-Falkenbursko-Dagsburská |  |  |  |  |  |  |  |                             |
|                       |                                         |  |                                              |                                                            |  |  |  |  |  |  |  |                             |
| Frederika Hannoverská |                                         |  |                                              |                                                            |  |  |  |  |  |  |  |                             |
|                       |                                         |  |                                              |                                                            |  |  |  |  |  |  |  |                             |
|                       |                                         |  | Arnošt Fridrich III. Sasko-Hildburghausenský |                                                            |  |  |  |  |  |  |  |                             |
|                       |                                         |  |                                              |                                                            |  |  |  |  |  |  |  |                             |
|                       | Fridrich Sasko-Altenburský              |  |                                              |                                                            |  |  |  |  |  |  |  |                             |
|                       |                                         |  |                                              |                                                            |  |  |  |  |  |  |  |                             |
|                       |                                         |  |                                              | Ernestina Sasko-Výmarská                                   |  |  |  |  |  |  |  |                             |
|                       |                                         |  |                                              |                                                            |  |  |  |  |  |  |  |                             |
|                       | Josef Sasko-Altenburský                 |  |                                              |                                                            |  |  |  |  |  |  |  |                             |
|                       |                                         |  |                                              |                                                            |  |  |  |  |  |  |  |                             |
|                       |                                         |  |                                              | Karel II. Meklenbursko-Střelický                           |  |  |  |  |  |  |  |                             |
|                       |                                         |  |                                              |                                                            |  |  |  |  |  |  |  |                             |
|                       | Šarlota Georgina Meklenbursko-Střelická |  |                                              |                                                            |  |  |  |  |  |  |  |                             |
|                       |                                         |  |                                              |                                                            |  |  |  |  |  |  |  |                             |
|                       |                                         |  |                                              | Frederika Hesensko-Darmstadtská                            |  |  |  |  |  |  |  |                             |
|                       |                                         |  |                                              |                                                            |  |  |  |  |  |  |  |                             |
|                       | Marie Sasko-Altenburská                 |  |                                              |                                                            |  |  |  |  |  |  |  |                             |
|                       |                                         |  |                                              |                                                            |  |  |  |  |  |  |  |                             |
|                       |                                         |  |                                              | Fridrich II. Evžen Württemberský                           |  |  |  |  |  |  |  |                             |
|                       |                                         |  |                                              |                                                            |  |  |  |  |  |  |  |                             |
|                       | Ludvík Württemberský                    |  |                                              |                                                            |  |  |  |  |  |  |  |                             |
|                       |                                         |  |                                              |                                                            |  |  |  |  |  |  |  |                             |
|                       |                                         |  |                                              | Bedřiška Braniborsko-Schwedtská                            |  |  |  |  |  |  |  |                             |
|                       |                                         |  |                                              |                                                            |  |  |  |  |  |  |  |                             |
|                       | Amálie Württemberská                    |  |                                              |                                                            |  |  |  |  |  |  |  |                             |
|                       |                                         |  |                                              |                                                            |  |  |  |  |  |  |  |                             |
|                       |                                         |  |                                              | Karel Kristián Nasavsko-Weilburský                         |  |  |  |  |  |  |  |                             |
|                       |                                         |  |                                              |                                                            |  |  |  |  |  |  |  |                             |
|                       | Henrietta Nasavsko-Weilburská           |  |                                              |                                                            |  |  |  |  |  |  |  |                             |
|                       |                                         |  |                                              |                                                            |  |  |  |  |  |  |  |                             |
|                       |                                         |  |                                              | Karolína Oranžsko-Nasavská                                 |  |  |  |  |  |  |  |                             |
|                       |                                         |  |                                              |                                                            |  |  |  |  |  |  |  |                             |